# سوخودوو وووشچیانگسکی
سوخودوو وووشچیانگسکی (به لهستانی:  Suchodół Włościański) یک روستا در لهستان است که در گمینا سابنگه واقع شده‌است.